# 神戸市立桂木小学校
神戸市立桂木小学校（こうべしりつ かつらぎしょうがっこう）は、兵庫県神戸市北区にある公立の小学校である。

## 沿革
- 1998年 - 開校

## 教育目標
- 友達とのかかわりを　大切にし　ねばり強く　やりぬく子を育てる

## 校区
- 神戸市北区[1]
  - 大原1 - 3丁目、桂木1 - 4丁目、山田町原野[2]

## 周辺
- 神戸市立大原中学校（進学先中学校）

## 交通・アクセス
- 神戸電鉄有馬線山の街駅
- 神戸市バス 64系統 桂木1丁目で下車、徒歩1分

## 通学区域が隣接している学校
- 神戸市立泉台小学校
- 神戸市立甲緑小学校
- 神戸市立箕谷小学校
- 神戸市立山田小学校